# Aloe rubroviolacea
Aloe rubroviolacea ist eine Pflanzenart der Gattung der Aloen in der Unterfamilie der Affodillgewächse (Asphodeloideae). Das Artepitheton rubroviolacea leitet sich von den lateinischen Worten ruber für ‚rot‘ sowie violaceus für ‚violett‘ ab und verweist auf Farbe der trockenen Laubblätter.

## Beschreibung

### Vegetative Merkmale

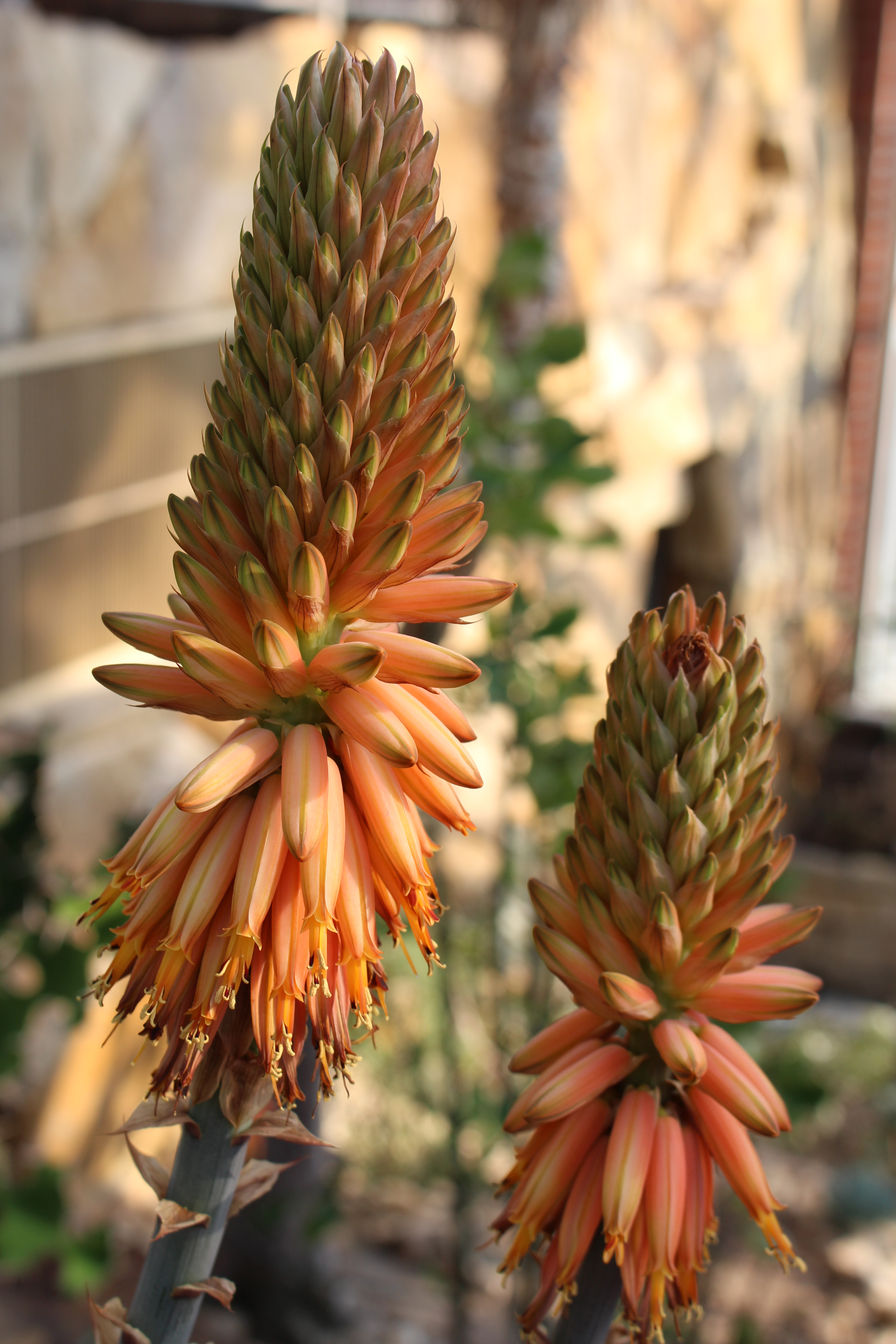
Blütenstand

Aloe rubroviolacea wächst stammbildend und sprossend. Die niederliegenden Triebe erreichen eine Länge von bis zu 100 Zentimeter. Die lanzettlich-schwertförmigen Laubblätter bilden dichte Rosetten. Die rotviolette, bereifte Blattspreite ist 60 Zentimeter lang und 10 bis 11 Zentimeter breit. Die rötlich, gehakten Zähne am Blattrand sind etwa 2 bis 3 Millimeter lang und stehen 20 bis 25 Millimeter voneinander entfernt.

### Blütenstände und Blüten
Der bogig aufsteigende Blütenstand ist einfach oder besteht aus einem Zweig. Er erreicht eine Länge von 100 Zentimetern. Die sehr dichten, zylindrischen Trauben sind 30 bis 40 Zentimeter lang und 8 bis 10 Zentimeter breit. Die lanzettlich-spitzen Brakteen weisen eine Länge von 20 bis 30 Millimeter auf und sind 11 Millimeter breit. Die leuchtend roten, bauchigen Blüten stehen an 2 bis 4 Millimeter langen Blütenstielen. Die Blüten sind 25 bis 35 Millimeter lang und an ihrer Basis gerundet. Oberhalb des Fruchtknotens sind sie bis zu ihrer Mitte erweitert und dann zur Mündung leicht verengt. Ihre äußeren Perigonblätter sind auf einer Länge von etwa 15 Millimeter nicht miteinander verwachsen. Die Staubblätter und der Griffel ragen 10 bis 15 Millimeter aus der Blüte heraus.

### Genetik
Die Chromosomenzahl beträgt {\displaystyle 2n=14}.

## Systematik und Verbreitung
Aloe rubroviolacea ist in Saudi-Arabien und Jemen auf felsigen Hängen in Höhen von 2500 bis 3300 Metern verbreitet.
Die Erstbeschreibung durch Georg Schweinfurth wurde 1894 veröffentlicht.

## Nachweise